# Dublin (Georgia)
Dublin ist eine City im US-Bundesstaat Georgia. Sie hat 16.074 Einwohner (Stand: 2020) und ist der County Seat des Laurens County.

## Geografie
Dublin liegt im nördlich-zentralen Laurens County. Die Stadt, die so benannt wurde, weil der Middle Georgia Piedmont irische Siedler an das Gelände in ihrer Heimat erinnerte, wurde am Oconee River gegründet, der in den Ausläufern der Blue Ridge Mountains im Norden Georgias beginnt, bevor er sich mit dem Ocmulgee River zum Altamaha vereinigt, einem Fluss, der bis zu seiner Mündung in den Atlantischen Ozean fließt. Der Oconee bildet die östliche Grenze von Dublin und trennt es von der Stadt East Dublin.

## Geschichte
Die ursprüngliche Siedlung wurde nach Dublin in Irland, benannt. Laut einer historischen Tafel an der Hauptbrücke über den Oconee River war Dublin eines der letzten Lager, in dem sich der konföderierte Präsident Jefferson Davis und seine Familie aufhielten, bevor sie im Mai 1865 von den Unionstruppen gefangen genommen wurden.
Im Jahr 1919 kam es in der Stadt zu Schweren Rassenunruhen zwischen Weißen und Schwarzen. Am 17. April 1944 hielt Martin Luther King, Jr. in der First African Baptist Church in Dublin seine erste öffentliche Rede.

## Demografie
Nach der Volkszählung von 2020 leben in Dublin 16.074 Menschen. Die Bevölkerung teilte sich im Jahr 2019 auf in 32,7 % Weiße, 63,5 % Afroamerikaner, 0,1 % amerikanische Ureinwohner, 2,5 % Asiaten, 0,1 % Ozeanier und 0,6 % mit zwei oder mehr Ethnizitäten. Hispanics oder Latinos aller Ethnien machten 32,5 % der Bevölkerung aus. Das mittlere Haushaltseinkommen lag 2019 bei 32.128 US-Dollar und die Armutsquote bei 32,4 %.

## Söhne und Töchter und der Stadt
- Dorothea Trowbridge (* ≈1914), Bluessängerin
- Eunice Davis (1920–1999), Sängerin und Lyrikerin
- Marcos Knight (* 1989), Basketballspieler
- James Lindsay Seward (1813–1886), Politiker
- Erik Walden (* 1985), American-Football-Spieler